# Mecano
Mecano var en spansk popgrupp, bildad 1981 och aktiv fram till 1992. De blev under sin tid Spaniens mest framgångsrika popgrupp, med totalt över 25 miljoner sålda album (i Spanien och internationellt).
Mecano var en trio, bestående av Ana Torroja samt bröderna Nacho och José María Cano. Efter splittringen 1992 har alla tre fortsatt med solokarriärer; José Maria Cano har senare främst varit verksam som bildkonstnär.

## Historik

### Bakgrund
Under åren fram till 1985 var man i huvudsak ett syntband, medan man under senare år mer drog åt akustisk poprock med inspiration från en mängd andra musikstilar. Tidigt i karriären var Mecano också inspirerat av Abba.

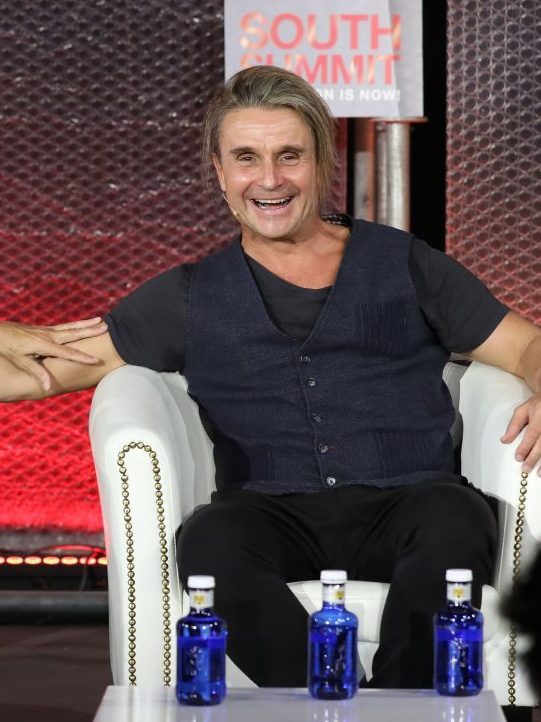
Nacho Cano, gruppens keyboardist (bild från 2017).

När Mecano bildades var man en av ett antal Madrid-baserade nya pop- och rockgrupper. Mecano var den mest framgångsrika popgruppen i en kulturell förnyelsevåg betitlad Movida madrileña ('Madrid-rörelsen').

### Tidiga år
Mecanos första album var 1982 års självbetitlade Mecano. Året efter kom uppföljaren ¿Dónde está el país de las hadas?. Båda albumen innehöll lättsam syntpop med ofta vardagsbaserade texter, skrivna av någon av bröderna Cano.

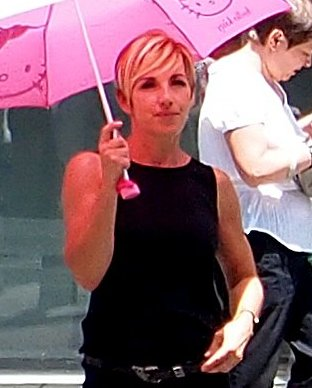
Sångerskan Ana Torroja (foto 2010), som sedan tiden med Mecano haft en framgångsrik solokarriär.

Bland de mer kända låttitlarna finns "Hoy no me puedo levantar" ('jag orkar inte upp idag'), "Maquillaje" ('smink') och "El ladrón de discos" ('skivtjuven'). På 1984 års Ya viene el sol ('här kommer solen') fortsatte Mecanos tidiga stil med glad syntpop, denna gång med flera låtar om andra länder ("Hawaii-Bombay", "Me río de Janeiro" och "Japón").
1985 producerades konsertalbumet Mecano en concierto. Den innehöll inspelningar från turnéer under 1984 och 1985.

### Senare album
Gruppens fjärde studioalbum, Entre el cielo y el suelo, kom 1986. Det kännetecknades av en mer driven originalitet och en större blandning av stilar. På albumet finns bland annat den José María Cano-komponerade balladinspirerade "Hijo de la luna" ('månens son'), en av Mecanos allra mest kända låtar. Den nådde högt även på utländska topplistor och har senare tolkats av minst ett 50-tal artister på ett drygt halvdussin olika språk.
1988 års Descanso dominical innehöll låttitlar som "El cine", "Los amantes" och "Hermano Sol, hermana Luna". Flera låttexter kretsade kring historiska personer, som "Laika", "«Eungenio» Salvador Dalí" och "Héroes de la Antártida".

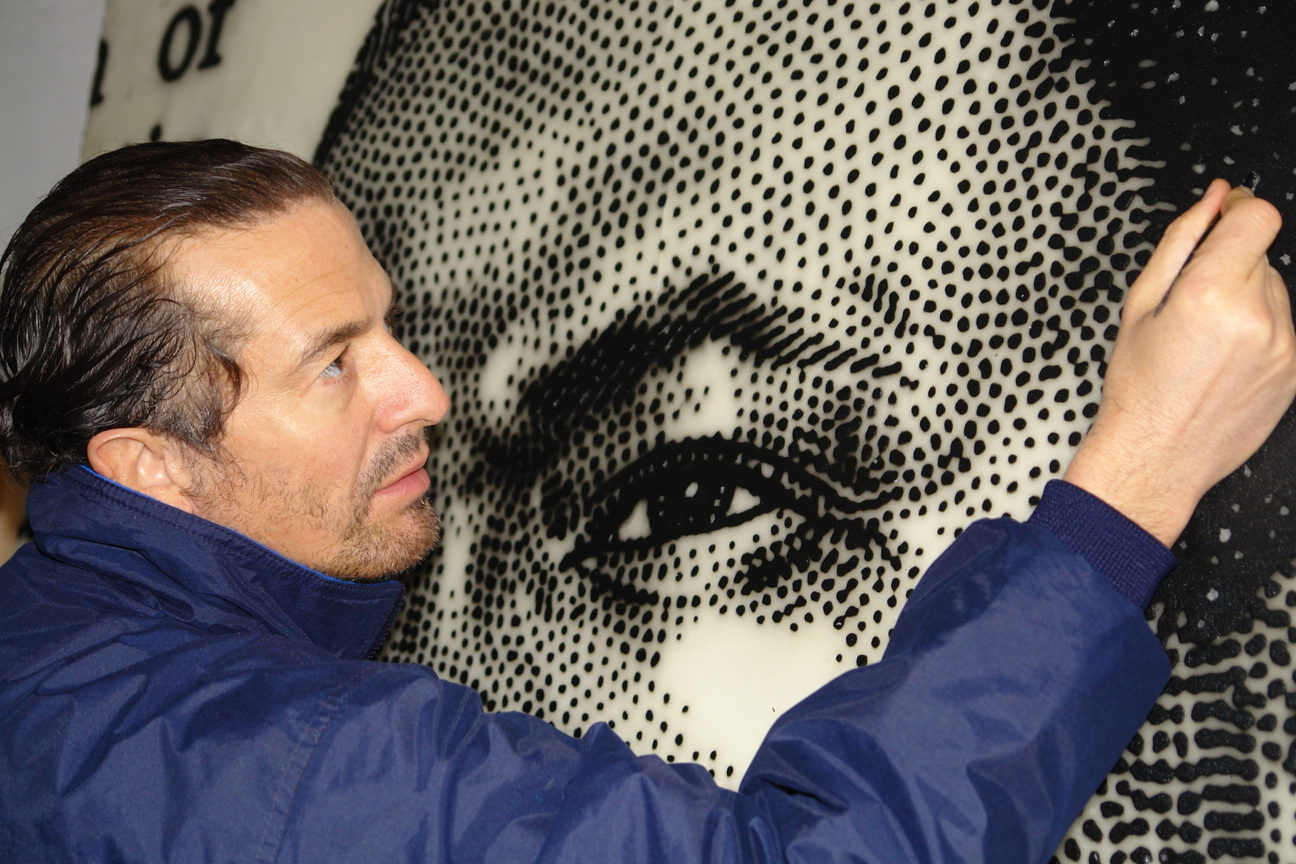
José María Cano (foto 2007), numera aktiv som bildkonstnär.

Mecano nådde stora framgångar även i Latinamerika. Gruppen lanserade sig i slutet av 1980-talet även på andra europeiska marknader, och flera album sjöngs in i versioner på italienska eller franska. Den franskspråkiga singeln "Une femme avec une femme" ("Mujer contra mujer" i original) låg 1990 etta på den franska singellistan i sju veckors tid.
Efter Descanso dominical dröjde det tre år till nästa album, den ambitiösa produktionen Aidalai. Titeln syftade på Tibets andlige ledare, och en av albumet sex singellåtar bar titeln "Dalai Lama". Inledningslåten "El fallo positivo" kretsade innehållsmässigt kring det känsliga ämnet aids.
Aidalai, som inom två månader sålde 459 000 exemplar i Spanien, följdes av både internationellt och spanskt turnerande under det kommande året. Därefter meddelades att man beslutat lägga gruppen på is under tre års tid, för att samla krafter och på grund av andra engagemang. Vid denna tid hade även bröderna Cano olika åsikter om vilken väg Mecano och dess musik skulle ta.

### Efter gruppens upplösning
Mecano upplöstes 1992, i samband med inspelningen av Ana Torrojas första soloplatta, varefter de tre övergick till att spela in soloplattor. Dessutom har Nacho Cano producerat minst en musikal (A, 2008). Brodern José María har på senare år övergått till en verksamhet som bildkonstnär. Gruppen samlades kortvarigt under 1998, i samband med specialalbumet (samlingsskiva med några nya låtar) Ana José Nacho.

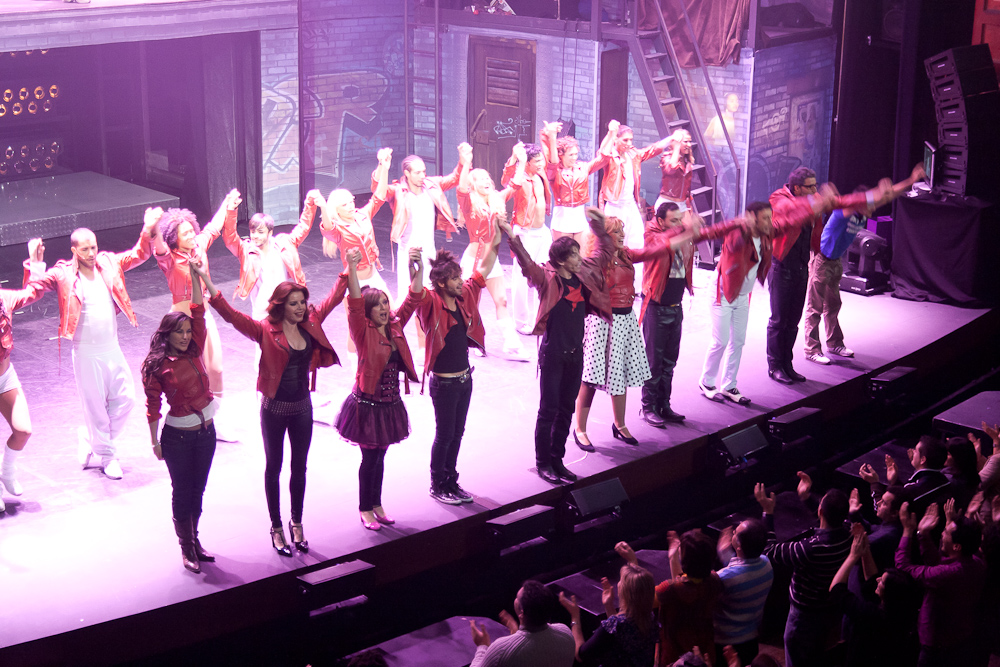
Musikalen Hoy no me puedo levantar är baserad på Mecanos musik.

Senare har musikalen Hoy no me puedo levantar turnerat runt i Spanien. Musikalen är baserad på Mecanos musik.

## Diskografi
Nedan listas gruppens studioalbum på spanska. Dessutom har gruppen kommit ut med flera livealbum samt ett stort antal samlingsalbum.
Utöver de här albumen gav Mecano ut flera album på franska eller italienska. Dessa hade ofta men inte alltid motsvarande låtlistor som de spanska originalalbumen. Utländska utgåvor av 1986 och 1988 års spanska studioalbum är i flera fall betydligt omstuvade; bland annat lanserades en internationell version av Descanso dominical med "Hijo de luna", samtidigt som flera av det albumets låtar flyttades över till den internationella versionen av Entre el cielo y el suelo.
- 1982 – Mecano
- 1983 – ¿Dónde está el país de las hadas?
- 1984 – Ya viene el Sol
- 1986 – Entre el cielo y el suelo
- 1988 – Descanso dominical
- 1991 – Aidalai
- 1998 – Ana José Nacho